# 챔피언 프로그램
《챔피언 프로그램》(영어: The Program)은 2015년 개봉한 전기 드라마 영화이다. 미국의 도로 자전거 경기 선수인 랜스 암스트롱을 주제로 삼았다.

## 출연진
- 벤 포스터
- 크리스 오다우드
- 기욤 카네
- 제시 플레먼스
- 리 페이스
- 드니 메노셰
- 더스틴 호프먼
- 에드워드 호그
- 일레인 캐시디
- 로라 도널리
- 샘 호어
- 조시 오코너
- J. D. 에버모어
- 브라이언 그린버그 (크레디트 미기재)

## 기타 제작진
- 총괄 제작: 올리비에 쿠르송
- 라인 제작: 마티외 뤼뱅
- 섭외: 캐슬린 쇼팬, 리오 데이비스, 리시 홈
- 미술: 앨런 맥도널드
- 세트: 개브리엘라 빌러리얼